# HMS Ark Royal (1587)
L'HMS Ark Royal era un galeone inglese usato nella campagna contro l'Invincibile Armata spagnola. Era l'ammiraglia della flotta di Elisabetta I d'Inghilterra, capitanata da Lord Howard di Effingham, e insieme alla Revenge da 36 cannoni comandata da Sir Francis Drake e alla Victory da 44 cannoni comandata da Sir John Hawkins  rappresentavano la punte di diamante della Flotta Reale Inglese. Lo scafo di questo galeone rispondeva ai canoni costruttivi che volevano la lunghezza della nave quadrupla della sua larghezza e quest'ultima doppia della sua altezza: la nota formula del 4 : 2 : 1.
Lo spazio sul ponte di coperta era esposto al fuoco dei fucilieri  nemici, per cui veniva protetto con lunghi pezzi di stoffa colorati che venivano tesi lungo le murate per nascondere gli uomini addetti alle manovre delle vele. L'Ark Royal aveva quattro alberi: il Trinchetto era impiantato direttamente sul castello, a metà nave circa l'Albero maestro, mentre la mezzana era sul Cassero  e la contromezzana, sul secondo ponte. Questi due alberi erano armati con vele latine. L'Ark Royal era molto ben armato con le nuove Colubrine lunghe 3,50 m. dal calibro di 133 mm, che avevano sostituito i più tozzi e pesanti mezzi cannoni, di 3,05 m di lunghezza e 165 mm di diametro. La gittata utile delle Colubrine dell'Ark Royal era di circa 90 metri.
| tipo         | Galeone da corsa                       |
| Lunghezza    | 36.8                                   |
| Larghezza    | 8.75                                   |
| Pescaggio    | 4.85                                   |
| Dislocamento | 880 ton.                               |
| Stazza       | N.d                                    |
| Velocità     | N.d                                    |
| Alberi       | 4                                      |
| Equipaggio   | 190 marinai di cui 40 cann. 70 soldati |
| Passeggeri   | N.d.                                   |